# Горњи Вукшинац
Горњи Вукшинац је насељено место у општини Дубрава, до нове територијалне организације у саставу бивше општине Врбовец, у Загребачкој жупанији, Хрватска.

## Становништво

### Број становника по пописима
| Националност   | 2001. | 1991. | 1981. | 1971. | 1961. | 1953. | 1948. | 1931. | 1921. | 1910. | 1900. | 1890. | 1880. | 1869. | 1857. |
| бр. становника | 146   | 99    | 162   | 195   | 223   | 253   | 248   | 449   | 423   | 404   | 243   | 185   | 299   | 252   | 266   |

- напомене:

Као насеље исказује се 1890, 1900. и од 1948. Од 1857. до 1880. и од 1910. до 1931. исказивано је бивше насеље Вукшинац, за које садржи податке у тим годинама.

### Национални састав
| Националност       | 1991.       | 1981.        | 1971.        | 1961.        |
| Хрвати             | 77 (77,77%) | 120 (74,07%) | 158 (81,02%) | 178 (79,82%) |
| Срби               | 8 (8,08%)   | 21 (12,96%)  | 34 (17,43%)  | 42 (18,83%)  |
| Југословени        | 0           | 10 (6,17%)   | 0            | 0            |
| остали и непознато | 14 (14,14%) | 11 (6,79%)   | 3 (1,53%)    | 3 (1,34%)    |
| Укупно             | 99          | 162          | 195          | 223          |